# Taenaris bioculata
Taenaris bioculata är en fjärilsart som beskrevs av Guérin-ménéville 1830. Taenaris bioculata ingår i släktet Taenaris och familjen praktfjärilar. Inga underarter finns listade i Catalogue of Life.